# Mondo Cane (album)
Cet article concerne un album. Pour le film documentaire, voir Mondo cane.
Mondo Cane est un album Mike Patton sorti en 2010.
C'est un album de reprise de thèmes de pop italienne des années 1950 et 1960.
Mike Patton est accompagné de l'orchestre Filarmonica Arturo Toscanini composé d'une soixantaine de personnes et dirigé par Aldo Sisillo.

## Liste des morceaux
1. Il Cielo in una Stanza
2. Che Notte!
3. Ore d'Amore
4. Deep Down
5. Quello Che Conta
6. Urlo Negro
7. Scalinatella
8. L'Uomo Che Non Sapeva Amare
9. 20 Km al Giorno
10. Ti Offro da Bere
11. Senza Fine